# Molitev
Molitev je za vernika vzpostavljanje stika in osebnega odnosa z Bogom. Z njo se želi molilec Bogu za kaj zahvaliti, ga za kaj prositi, ali mu le posredovati svoja razmišljanja in čustva.
Za molilca je molitev miselna, duševna, telesna in duhovna dejavnost. V molitvi človek usmerja svoje misli, besede in dejanja k bogu, v krščanstvu pa tudi k svetnikom, Mariji ali angelom varuhom, k prednikom. Molitev je lahko prosilna, zahvalna ali slavilna.
Za katoliško Cerkev "Ustna molitev pridružuje telo notranji molitvi srca. Tudi najbolj notranja molitev nikakor ne more shajati brez ustne molitve. Vedno in v vsakem primeru mora izhajati iz osebne vere. Z očenašom nas je Jezus naučil najpopolnejše oblike molitve.Premišljevanje je molitveni premislek, ki izhaja predvsem iz božje besede v Svetem pismu. Premišljevanje spravi v dejavnost mišljenje, domišljijo, čustva in hrepenenja, tako da poglobimo svojo vero, spreobrnemo svoje srce in okrepimo svojo voljo hoditi za Kristusom. Je predstopnja do ljubečega zedinjenja z Gospodom". Papež Janez Pavel II. je govoril o velikem pomenu Rožnega venca: "Rožni venec Device Marije (Rosarium Virginis Mariae), ki se je postopoma razvil v drugem tisočletju ob navdihovanju Božjega Duha, je priljubljena molitev mnogih svetnikov in jo je priporočalo cerkveno učiteljstvo".
Med bolj znanimi molitvami so:
- krščanska molitev Očenaš:
 Oče naš, ki si v nebesih, posvečeno bodi tvoje ime, pridi k nam tvoje kraljestvo, zgodi se tvoja volja, kakor v nebesih, tako na zemlji. Daj nam danes naš vsakdanji kruh in odpusti nam naše dolge, kakor tudi mi odpuščamo svojim dolžnikom; in ne vpelji nas v skušnjavo, temveč reši nas hudega;
- rimokatoliška molitev Zdravamarija:
 Zdrava Marija, milosti polna, Gospod je s teboj. Blagoslovljena si med ženami in blagoslovljen je sad tvojega telesa, Jezus. Sveta Marija, Mati Božja, prosi za nas grešnike, zdaj in ob naši smrtni uri;
- rimokatoliška molitev Slava Očetu:
 Slava Očetuin Sinu in Svetemu Duhu, kakor je bilo v začetku, tako zdaj in vselej in vekomaj. Amen;

- pravoslavna molitev srca (glej Kyrie):
 Jezus Kristus, Sin Božji, Odrešenik, usmili se mene grešnika;

- islamska molitev Tekbir:
 الله أكبر [Allahu ekber, Alah akbar] = Bog je velik;
- pa tudi budistični zlog Om, s ponavljanjem katerega naj bi človek prišel v stik z božanstvom in v harmonijo s stvarstvom.

Eno najlepših molitev sploh je po mnenju urednikov francoske zbirke najlepših svetovnih molitev napisal Slovenec Edvard Kocbek. Objavljena je v knjigi Edvard Kocbek: Zbrane pesmi, 1977 (str. 200).